# Test pochyleniowy
Test pochyleniowy (ang. tilt test) to badanie stosowane w diagnostyce omdleń wazowagalnych. Test pochyleniowy pozwala na ocenę układu krążenia pacjenta w warunkach zbliżonych występujących podczas pionizacji ciała. Podobne badanie to test pionizacyjny.
Test wykonuje się na specjalnym stole z podpórką na nogi, na którym umieszcza się pacjenta i monitoruje się w sposób ciągły jego EKG oraz ciśnienie tętnicze.
Badanie przeprowadza się w trzech etapach (fazach):
- faza wstępna przeprowadzona w pozycji leżącej - pacjent leży spokojnie aby uzyskać stabilizację układu krążenia. Czas trwania tej fazy wynosi 5-20 minut (ponad 20 minut, jeśli zachodzi konieczność założenia dojścia dożylnego)
- faza bierna - wykonuje się pionizację około 60-70 stopni przy braku stosowania jakichkolwiek leków. Czas trwania tej fazy powinien wynieść 20-45 minut
- faza aktywna - w przypadkach ujemnej fazy biernej stosuje się prowokację farmakologiczną podając izoproterenol dożylnie lub nitroglicerynę podjęzykowo. Czas trwania tej fazy (obserwacji pacjenta) wynosi 15-20 minut.

Badanie kończy się po przeprowadzeniu wszystkich faz badania lub po wystąpieniu omdlenia.
Z uwagi na to, że badanie może zakończyć się utratą przytomności, w trakcie jego wykonywania konieczne jest zapewnienie dostępu do żyły (np. wenflon). W celu niedopuszczenia do wypadnięcia z łóżka w pozycji prawie pionowej pacjent jest przypięty pasami.